# Apalus haemapterus
Apalus haemapterus là một loài bọ cánh cứng trong họ Meloidae. Loài này được Fairmaire miêu tả khoa học năm 1889.